# Pilekogger
Et pilekogger ((plattysk):koker muligvis beslægtet med 'kugle') er en rørformet beholder til pile.